# Rostratoverruca kruegeri
Rostratoverruca kruegeri is een zeepokkensoort uit de familie van de Verrucidae. De wetenschappelijke naam van de soort is voor het eerst geldig gepubliceerd in 1922 door Broch.